# Teugghia
La teugghia est, dans le folklore italien, une fée qui a été bannie du royaume des fées pour sa malfaisance.
Le côté droit de son corps est d'aspect jeune et gracieux alors que son côté gauche est d'aspect vieux et repoussant. Il en va de même pour sa tenue, beaux habits du côté droit et guenilles du côté gauche. La teugghia la plus célèbre est celle du val d'Aoste.
Ses enfants appelés Orchons, sont des êtres velus et grognant qui s'infiltrent la nuit dans les villages pour voler de la nourriture, du pain et du lait pour leur mère. Les habitants disposent des plants de fenouil pour les faire fuir, car leur odeur est mortel pour eux.
Il s'agit d'une des nombreuses légendes de la vallée d'Aoste, qui faisaient partie des traditions populaires de la région :

« Un jour un homme du vallon de Ruines, traversant ces montagnes, arriva le soir devant la grotte. Il vit une femme inconnue qui fendait du bois. S’adressant à elle il lui dit : « Le travail que vous faites là, bonne femme, est trop rude pour vos bras. Passez-moi votre hache, je vous aiderai. Mais à propos, n’auriez-vous pas des coins pour partager ces souches avec moins de peine ? ». La fée, car c’était elle [la Teugghia], voulut lui montrer sa puissance surnaturelle. Elle joignit à plat ses deux mains, comme un coin au-dessus du tronc d’arbre, et dit à l’homme : « Voici le coin que tu demandes. Frappe dessus sans crainte avec la massue ». Après un instant d’hésitation, l’homme se dit qu’après tout on ne trouve pas tous les jours l’occasion de se venger des malins esprits, et qu’il fallait profiter de celle qui se présentait si bien. Il saisit alors la massue et en asséna un coup formidable sur les mains de la fée qui s’enfoncèrent bien avant dans la souche sans laisser paraître aucune blessure. Les mains emprisonnées comme dans un puissant étau la fée attendait un autre coup qui aurait fait éclater le bois, mais l’homme souleva le tronc d’arbre et le fit rouler dans le précipice avec la méchante fée. »